# 夾白一
劍魚座θ，又名CP-67 401，HD 34649、SAO 249225、HR 1744，是劍魚座的一颗恒星，视星等为4.83，位于銀經277.64，銀緯-34.26，其B1900.0坐标为赤經5h 13m 49.9s，赤緯-67° -34.26′ 52″。